# Catie Curtis
Catie Curtis est une auteure-compositrice-interprète américaine de musique folk.

## Biographie
Lesbienne, Catie Curtis est mariée à Liz Marshall. Ensemble, elles ont adopté deux enfants, deux filles. Elle est depuis 2011 ministre de l'Église universaliste unitarienne. Elle célèbre à ce titre des mariages entre personnes de même sexe.

## Carrière
Son disque Truth From Lies a fait l'objet d'une critique très négative dans The Advocate, qui souligne son manque de voix, le caractère enfantin de certaines chansons, ou la monotonie de la musique. « Elizabeth », sur le disque My Shirt Looks Good On you, est sa première chanson ouvertement lesbienne. En raison de la teneur de ses chansons, certains critiques l'ont qualifiée de « lesbienne heureuse », ce qui l'agace quelque peu, bien qu'elle assume ne pas vouloir chanter pour nourrir la colère des gens.

## Discographie
- 1991 : From Years To Hours
- 1996 : Truth From Lies
- 1997 : Catie Curtis
- 1999 : A Crash Course in Roses
- 2001 : My Shirt Looks Good On you
- 2003 : Acoustic Valentine
- 2004 : Dreaming In Romance Languages
- 2006 : Long Night Moon, Compass Records
- 2008 : Sweet Life, Compass Records
- 2009 : Hello Stranger, Compass Records
- 2011 : Stretch Limousine on Fire, Compass Records
- 2012 : A Catie Curtis Christmas. With Elana Arian, Ingrid Graudins and John Jennings,  Catie Curtis Records
- 2014 : Flying Dream, Catie Curtis Records
- 2017 : While We're Here, Catie Curtis Records